# Кавно (Куявсько-Поморське воєводство)
Кавно (пол. Kawno, нім. Kaun) — село в Польщі, у гміні Хростково Ліпновського повіту Куявсько-Поморського воєводства.
Населення — 120 осіб (2011).
У 1975-1998 роках село належало до Влоцлавського воєводства.

## Демографія
Демографічна структура станом на 31 березня 2011 року:
|          | Загалом | Допрацездатний вік | Працездатний вік | Постпрацездатний вік |
| -------- | ------- | ------------------ | ---------------- | -------------------- |
| Чоловіки | 62      | 17                 | 42               | 3                    |
| Жінки    | 58      | 11                 | 34               | 13                   |
| Разом    | 120     | 28                 | 76               | 16                   |